# Microkayla kempffi
Microkayla kempffi es una especie de anfibio anuro de la familia Craugastoridae. Se encuentra únicamente en la serranía de Siberia, Bolivia, entre los 2500 y los 3160 metros de altitud. Habita bosques nublados y enanos. Es una especie con desarrollo directo. Se encuentra amenazada de extinción debido a su limitada área de distribución y a la pérdida de su hábitat natural debido a actividades antrópicas.